# Townsquare Media
Townsquare Media, Inc. (conocida como Regent Communications hasta 2010) es una compañía estadounidense con sede en Purchase, New York. Inició como una estación radial y se expandió hacia los medios digitales en la década de 2000, con la adquisición de MOG Music Network. En 2019, Townsquare se convirtió en el tercer operador radial de AM y FM más grande de los Estados Unidos, con más de 300 estaciones radiales y cerca de 70 tiendas.

## Activos

### Publicaciones web y servicios
- Loudwire – dedicado a la música hard rock y  heavy metal.[5]
- PopCrush – sitio web dedicado a la música pop; también sindicado como un programa de radio llamado PopCrush Nights[6]
- ScreenCrush – dedicado al cine y la televisión.[7]
- Ultimate Classic Rock – dedicado a la música rock categorizada como clásica; también es un programa de radio en algunas estaciones de Townsquare.[8][9]